# Varanus obor
Espèce
Statut CITES
Varanus obor est une espèce de sauriens de la famille des Varanidae.

## Répartition
Cette espèce est endémique de l'île de Sanana dans les îles Sula dans l'archipel des Moluques en Indonésie.

## Publication originale
- Weijola & Sweet, 2010 : A new melanistic species of monitor lizard (Reptilia: Squamata: Varanidae) from Sanana Island, Indonesia. Zootaxa, n. 2434, p. 17–32.